# La Fortaleza
För andra betydelser, se La Fortaleza (olika betydelser).
La Fortaleza, (Fästningen) är Puerto Ricos guvernörs officiella residens. Det uppfördes mellan 1533 och 1540 för att försvara inloppet till San Juans hamn. Byggnaden är också känd som Palacio de Santa Catalina (Santa Katarinas palats). Byggnaden är det äldsta förvaltningshuset i den Nya världen och blev tillsammans med San Juan ett världsarv 1983.
Under rekonstruktionen på 1640-talet, revs Santa Catalinakapellet, vilket ursprungligen legat utanför murarna och integrerades i dem. Detta gav upphov till namnet Palacio de Santa Catalina.